# Not That Kinda Girl (canción de JoJo)
«Not That Kinda Girl» —en español: «Un poco niña»— es el tercer y último sencillo de su álbum homónimo debut, JoJo, el sencillo fue estrenado el 15 de febrero del 2005 en Estados Unidos. Se encuentra escrito por Sylvester Jordan, Jr., Neely Dinkins, B. Cola Pietro y Balewa Muhammad, producido por este último con The Co-Stars.

## Vídeo musical
El video musical para el sencillo, fue filmado en Los Ángeles por el grupo Eric Williams y Randy Marshall, mientras que su estreno fue realizado en MTV's Total Request Live el 24 de marzo de 2005. El video alcanzó su mejor posición en el número ocho del Video Countdown de MTV.

## Formatos
- Digitales

| Descarga digital |                       |          |  |
| N.º              | Título                | Duración |  |
| 1.               | «Not That Kinda Girl» | 3:27     |  |

- Materiales

| Sencillo en CD |                                     |          |  |
| N.º            | Título                              | Duración |  |
| 1.             | «Not That Kinda Girl»               | 3:27     |  |
| 2.             | «Not That Kinda Girl» (Mavix Remix) |          |  |

| Sencillo en CD |                                            |          |  |
| N.º            | Título                                     | Duración |  |
| 1.             | «Not That Kinda Girl» (Álbum Versión)      |          |  |
| 2.             | «Not That Kinda Girl» (Mavix Remix)        |          |  |
| 3.             | «Not That Kinda Girl» (CPH Remix)          |          |  |
| 4.             | «Not That Kinda Girl» (Funky Angelz Remix) |          |  |
| 5.             | «Not That Kinda Girl» (Video)              |          |  |

## Posicionamiento en las listas

### Semanales
| Europa    |                   |    |       |
| Alemania  | Top 100 canciones | 85 | [ 2 ] |
| Oceanía   |                   |    |       |
| Australia | Top 50 canciones  | 52 | [ 3 ] |

## Historial de lanzamientos
| País           | Fecha                 | Formato        | Sello                  | Ref.  |
| -------------- | --------------------- | -------------- | ---------------------- | ----- |
| Estados Unidos | 15 de febrero de 2005 | Estreno radial | Da Family, Blackground | [ 4 ] |
| Australia      | 25 de abril de 2005   | Sencillo en CD | Universal              | [ 5 ] |
| Reino Unido    | 6 de junio de 2005    | Sencillo en CD | Mercury                | [ 6 ] |
| Europa         | 1 de agosto de 2005   | Sencillo en CD | Black Ocean            | [ 7 ] |